# Липецький державний театр ляльок
Ли́пецький держа́вний теа́тр ляльо́к (рос. Липецкий государственный театр кукол) — державний ляльковий театр у обласному центрі Росії місті Липецьку.

## Загальні дані
Липецький державний театр ляльок міститься в прилаштованій, але функціональній будівлі колишнього Будинку культури в Правобережному окрузі міста за адресою:
вул. Гагаріна, буд. 74, м. Липецьк (Росія).
Приміщення театру було збудовано 1950 року і на тепер має статус регіональної пам'ятки архітектури. Будівля зводилась і тривалий час служила як Будинок культури Липецького трубного заводу.
Нині театром керує Вадим Васильович Жуков, головний режисер — Олег Віталійович Пономарьов.

## З історії та репертуару театра
Липецький театр ляльок засновано 1962 року. 
Колектив тривалий час виступав на різних сценах, оскільки стаціонарної не мав, будучи по суті пересувним театром. 
У 1970—82 роках у театрі працював спершу актором, згодом і режисером Заслужений артист України (1993) В.М. Лісовий.
Великою подією в житті Липецького лялькового театру стало надання йому постійного приміщення у лютому 1998 року. 
У 2006—08 роках будівлю театру реставрували — повністю модернізували сцену і облаштували глядацьку залу. Урочисте нове відкриття Липецького державного театру ляльок відбулося 2 жовтня 2008 року. 
У репертуарі театру — близько 30 вистав. Серед них — «Ищи ветра в поле», «Тигрёнок Петрик», «Медвежонок Римтимти», «Дед и Журавль», «Большой Иван» тощо.

## Виноски
1. ↑  Ляльковий театр прийняв перших глядачів [Архівовано 2008-10-03 у Wayback Machine.] // інф. за 2 жовтня 2008 року на www.gorod48.ru (рос.)
2. ↑  Постановление главы администрации Липецкой области № 106 от 27.02.1992

## Джерело
- Земля Липецкая. — М.: НИИцентр, 2003. — С. 70. — (Наследие народов Российской Федерации). ISBN 5-902156-03-3 (рос.)